# Paper (periodico)
Paper è una rivista statunitense fondata nel 1984 con sede a New York, incentrata sulla moda, la cultura popolare, la musica, l'arte e il cinema.

## Descrizione
Nella copertina dei vari numeri sono apparsi vari personaggi tra cui Kim Kardashian, Demi Lovato, Katy Perry, Miley Cyrus, Prince, CL e Jennifer Lopez.
Ha come editore Mickey Boardman.
La copertina in cui Kim Kardashian stappa una bottiglia di champagne, avvenuta nel numero di novembre 2014 con il titolo "Break the Internet" è particolarmente nota. Kardashian è stata fotografata riprendendo lo "Champagne Incident" di Jean-Paul Goude, una serie di fotografie comparse nel suo libro del 1982, Jungle Fever. Da quando l'articolo è stato pubblicato, ha ottenuto 34.147.700 visualizzazioni di pagina uniche, ovvero più del doppio del numero di pagine viste che normalmente la versione cartacea riceve ogni anno.